# Real Estate
Real Estate és un grup de música estatunidenc d'indie rock provinent de Ridgewood, Nova Jersey, que actualment resideix a Brooklyn, Nova York. Se'ls ha comparat amb grups com The Feelies, amb qui han reconegut tenir una relació personal.

## Història
El 2008, el cantant i guitarrista Martin Courtney (exmembre de Titus Andronicus), el guitarrista Matt Mondanile (membre de Ducktails i Predator Vision), el baixista Alex Bleeker (membre d'Alex Bleeker and the Freaks) i el bateria Etienne Duguay (membre de Predator Vision) van formar el grup Real Estate a Ridgewood, Nova Jersey.
Durant l'escola secundària, el quartet ja havia tocat junt en diversos grups (Courtney i Mondanile havien coincidit en una banda de versions de Weezer), però no es van convertir en Real Estate fins que Courtney no va tornar a Nova Jersey després d'estudiar a la universitat d'Olympia, Washington. Després de formar el grup a l'estiu del 2008, van començar a tocar al soterrani de la casa dels pares de Courtney i van fer el seu primer concert a l'octubre del mateix any. A principis del 2009 van publicar el senzill "Suburban Beverage" 7", que va introduir l'estil surf i lo-fi pop a la música de Real Estate.
Després de publicar varis senzills en els segells discogràfics Underwater Peoples i Woodsist, el 17 de novembre del 2009 es va publicar el seu àlbum homònim de debut, titulat Real Estate, que va provocar els elogis de la crítica, incloent una qualificació de 8.5 i l'etiqueta Best New Music per part de la revista Pitchfork Media. En les ressenyes de Metacritic se li va atorgar una qualificació normalitzada del 79%. El 18 de desembre del mateix any, el grup va publicar un EP amb sis noves cançons, titulat Reality. El grup va continuar fent nombrosos concerts, compartint escenari amb grups com Girls, Kurt Vile, Woods i Deerhunter. El 2010, el grup va actuar al Pitchfork Music Festival de Chicago i al Primavera Sound de Barcelona.
El 2011, Real Estate va signar amb el segell discogràfic Domino Recording Company. El grup va publicar el seu segon àlbum, Days, el 18 d'octubre del 2011. L'àlbum va rebre crítiques positives, incloent una qualificació normalitzada del 77% a Metacritic i de 8.7 a Pitchfork Media. Poc després del llançament de l'àlbum, Jackson Pollis va substituir Duguay a la bateria i Jonah Maurer es va unir al grup com a teclista i guitarrista. El mateix any, la portada de la revista The Fader, en la seva publicació núm. 76, va estar protagonitzada pel grup Real Estate. Durant l'any 2012, el grup va actuar al Coachella Valley Music and Arts Festival d'Indio, Califòrnia, i al Pitchfork Music Festival de Chicago.
El 2013 Real Estate va anunciar que estava enregistrant el seu tercer àlbum d'estudi. El 13 de gener del 2014 el grup va estrenar el seu nou senzill "Talking Backwards" a través de la seva pàgina web, i va anunciar el títol del seu tercer àlbum: Atlas. Aquest àlbum va sortir a la venda el 3 de març del mateix any. El teclista Matt Kallman es va unir al grup durant l'enregistrament d'aquest àlbum, reemplaçant Maurer.
Durant el 2014, Real Estate va realitzar nombrosos concerts als EUA, on destaca l'actuació al Pitchfork Music Festival de Chicago. Durant el mateix any també va actuar al Primavera Sound de Barcelona i a diversos països com Suècia, Finlàndia, Itàlia, França, Països Baixos, Regne Unit, Mèxic, Irlanda, Brasil, Xile i l'Argentina.
Durant el 2015 la formació va actuar a Singapur, Taiwan, Japó i Austràlia.
El 25 de maig del 2016 el grup va anunciar la incorporació de Julian Lynch com a guitarra solista en substitució de Matt Mondanile, que centrava la seva atenció en el seu altre grup Ducktails.
El 24 de gener del 2017 Real Estate va publicar un nou senzill titulat "Darling", que formaria part del seu quart àlbum d'estudi In Mind, el primer des de la sortida del membre fundador i guitarrista Matt Mondanile. Aquest àlbum va ser enregistrat a Los Angeles amb Cole M.G.N. com a productor i va ser publicat el 17 de març del mateix any.

## Discografia

### Àlbums d'estudi
- Real Estate (Woodsist, 2009)[32]
- Days (Domino, 2011)[33]
- Atlas (Domino, 2014)[34]
- In Mind (Domino, 2017)[35]

### EPs
- Reality (Mexican Summer, 2009)[36]

### Senzills
- "Fake Blues" b/w "Pool Swimmers" (7″ Woodsist, 2009)[37]
- "Fake Blues" b/w "Green River" (7″ Half Machine, 2009) Regne Unit[38]
- "Suburban Beverage" b/w "Black Lake" & "Old Folks" (7″ Underwater Peoples, 2009)[39][40]
- "Out of Tune" b/w "Reservoir" (7" True Panther Sounds, 2010)[41]
- "It's Real" b/w "Blue Lebaron" (7" Domino, 2011) Regne Unit[42]
- "Easy" b/w "Exactly Nothing" (7" Domino, 2012) Renge Unit[43]
- "Talking Backwards" b/w "Beneath the Dunes" (7" Domino, 2014)[44]
- "The Chancellor" b/w "Recreation" (7" Domino, 2014)[34]
- "Had to Hear" b/w "Paper Dolls" (7" Domino, 2014)[45]

## Curiositats
- Martin Courtney, cantant i guitarrista de Real Estate, té llicència d'agent immobiliari (en anglès anomenat "real estate agent"). Courtney va estar treballant durant un temps a l'oficina dels seus pares, tot i que mai va arribar a vendre una casa.[46]
- Courtney també reconeix que el nom del grup "Real Estate" els ha ajudat fins i tot a aconseguir més seguidors a Twitter, ja que molta gent creu que són agents immobiliaris reals en lloc d'un grup de música.[8]